# Musée national des beaux-arts du Québec
Il Musée national des beaux-arts du Québec  (in inglese: National Museum of Fine Arts of Quebec), abbreviato con l'acronimo MNBAQ, è un museo d'arte con sede a Quebec ed è uno dei più importanti musei del Canada.
Il museo si trova all'interno del Battlefield Park ed è costituito da un complesso composto da quattro edifici, tre dei quali sono stati costruiti appositamente per ospitare il museo, mentre l'altro era già preesistente ed era stato utilizzato per ospitare una prigione provinciale, prima di essere riconvertito ad uso museale.

## Storia
Inaugurato come Musée de la province de Québec nel 1933. Fino al 1962, il museo ha ospitato una collezione di scienze naturali. L'anno successivo fu ribattezzato Musée du Quebec. Gli archivi provinciali sono stati trasferiti nel 1979, lasciandovi in esposizione solo una collezione d'arte. Nel 2002 il museo è stato ribattezzato Musée national des beaux-arts du Québec.
La collezione esposta all'interno del museo comprende oltre 40.000 opere che vanno dal XVI secolo fino all'epoca moderna. La collezione comprende principalmente opere che sono state prodotte in Quebec o da artisti originari del Quebec, sebbene includa anche opere provenienti da altre parti del Canada e dal resto del mondo. Il museo è affiliato con la Canadian Museums Association, la Canadian Heritage Information Network e il Virtual Museum of Canada.